# Село имени Комекбаева
Село имени Комекбаева (каз. Көмекбаев ат.а., до 199? г. — Жанакала) — село в Кармакшинском районе Кызылординской области Казахстана. Административный центр Комекбаевского сельского округа. Находится примерно в 100 км к юго-западу от районного центра посёлка Жосалы на протоке Куандарья. Код КАТО — 434655100.

## Население
В 1999 году население села составляло 1301 человек (668 мужчин и 633 женщины). По данным переписи 2009 года, в селе проживали 1063 человека (544 мужчины и 519 женщин).